# Избављење
Избављење (енгл. The Deliverance) амерички је натприродни хорор филм из 2024. Режију потписује Ли Данијелс, по сценарију Дејвида Когешала и Елајџе Бајнама. Инспирисан је истинитим догађајем који се десио током 2011. у Герију. Главне улоге тумаче Андра Деј, Глен Клоус, Онжану Елис Тејлор и Моник.

## Радња
Због новог почетка, жена се сели с породицом у нови дом, у ком већ живи нешто зло.

## Улоге
| Глумац             | Улога          |
| ------------------ | -------------- |
| Андра Деј          | Ебони Џексон   |
| Глен Клоус         | Алберта Џексон |
| Ентони Б. Џенкинс  | Андре Џексон   |
| Кејлеб Маклохлин   | Нејт Џексон    |
| Деми Синглтон      | Шанте Џексон   |
| Онжану Елис Тејлор | Бернис Џејмс   |
| Моник              | Синтија Хенри  |
| Омар Епс           | Мелвин         |
| Мис Лоренс         | Ејжа           |
| Колин Камп         | др Хофстедер   |
| Џуанита Џенингс    | гђа Такер      |
| Кимберли Расел     | гђа Рос        |
| Таша Смит          | пасторка Пауел |